# 相之谷古墳群
相之谷古墳群（日语：／ Ainotanikofungun）是位於日本愛媛縣今治市的一處古墳群。

## 概要
古墳群位於愛媛縣北部，今治市中心北面標高63.5米的獨立丘陵，而建於山頭的盟主墳是1號墳，它是愛媛縣最大規模的前方後圓墳，以其為中心，古墳群總共由10座以上的古墳所形成。1966年，興建住宅期間，差點破壞1號墳前被發現，以此為契機在同年和翌年展開了考古調查。
古墳群面臨來島海峽，可能是控制瀨戶內海的首長的墓。

## 組成部分

### 1號墳
相之谷1號墳是位於丘陵頂上古墳群的主墳，為前方後圓墳。墳丘由兩層組成，長82米，為愛媛縣最大規模，其表面鋪有葺石，也出土了圓筒埴輪碎片、朝顏形埴輪碎片、山杯和鼎腳。主體部分是豎穴式石室，內部為木棺。石室處於墳丘主軸位置，長7.1米，闊1.08米，由輝石安山岩的板石堆疊而成。然而，調查時天井石已經不知所終，兩側的牆壁亦崩塌，但是在其中亦出土了銅鏡2塊（小形三角緣二禽二獸鏡和變形神獸鏡）、鐵劍4件、鐵直刀3件、刀子4件、鐵斧兩件和鉇兩件。古墳估計建於古墳時代初期（4世紀末）。
古墳規模如下。
- 墳丘長：82米
- 後圓部分
  - 直徑：50.28米
  - 高：10.53米
- 前方部分
  - 闊：40米
  - 高：8.263米

### 2號墳
相之谷2號墳位於1號墳的北面，同樣是前方後圓墳，主軸與1號墳方位不同，規模亦次於1號墳。由於尚未進行調查，詳細不明，推算建於古墳時代中前期（5世紀前半），可能是繼1號墳的有力人士的墓。
古墳規模如下。
- 墳丘長：53米
- 後圓部分
  - 直徑：23米
  - 高：3.17米
- 前方部分
  - 闊：9米
  - 高：3.17米

### 其他
5號墳的墳丘直徑約12米，高約2.5米。墓室為橫穴式石室。出土了須惠器。7號墳的墓室亦是橫穴式石室，出土了陪葬品。8號墳的墳丘長約14.5米、闊約8米、高約1米。墓室是橫穴式石室，同樣出土了陪葬品。9號墳的墳丘長約13.2米，闊約4米，應該是造出的物體則是3.7米×1.7米大。主體部分有一箱式石棺和兩處土坑墓。10號墳的墳丘已消失，墓室為橫穴式石室，也出土了陪葬品。